# Henriette Pauss
Anna Henriette "Jette" Pauss (nascida em 2 de abril de 1841 em Frogner Manor em Aker (hoje Frogner, Oslo), morreu em 4 de abril de 1918 em Christiania), née Anna Henriette Wegner, professora norueguesa, editora e líder humanitária e missionária.
Com seu marido Bernhard Pauss, ela foi uma das primeiras líderes da Missão Santal da Noruega, uma organização humanitária e missionária que era ativa entre o povo de Santhal na Índia. Em 1907, ela sucedeu seu marido como editora do diário da organização Santalen ("The Santal") e também se tornou membro de seu conselho executivo, como a primeira mulher eleita para a liderança nacional de uma organização missionária norueguesa. Ela foi professora na escola particular de Nissen's Girls 'School, de propriedade de seu marido, e foi diretora da escola de 1885 a 1909. Ela também era membro do conselho de administração da Escola para Jovens Senhoras em Christian Augusts Gade. Juntamente com, por exemplo Moltke Moe, Erik Werenskiold, Gina Krog, Axel Johannessen, Erika Nissen e Bjørnstjerne Bjørnson, ela estava entre os co-autores do livro Forældre og Børn, editado por Aksel Arstal (1902).
Era a filha mais nova do industrial e proprietário de imóveis Benjamin Wegner e Henriette Seyler, e era neta do banqueiro de Hamburgo LE Seyler e Anna Henriette Gossler, para quem foi nomeada. A família de sua mãe era dona do Berenberg Bank. Seu bisavô foi o famoso diretor de teatro suíço Abel Seyler. Com seus irmãos, ela foi uma das herdeiras da fazenda Hafslund, Frognerseteren e da firma de madeira Juel, Wegner & Co. Ela era afilhada da condessa Karen Wedel-Jarlsberg, primeiro ministro Nicolai Johan Lohmann Krog, presidente da Parlamento Søren Anton Wilhelm Sørenssen, banqueiro Johannes Thomassen Heftye, primeiro ministro Frederik Stang, assessor de campo do rei Hans Christian Rosen, Marie Schjøtt e Henriette Benedicte Løvenskiold. Em 1864, ela e seus irmãos venderam Frognerseteren a seu irmão de Deus Thomas Johannessen Heftye.
Em sua juventude, ela esteve entre os principais participantes do baile de máscaras de Hans Faye em 1859, com trajes da era Louis XIV e Louis XV em Gamle Logen, um dos destaques da alta sociedade cristã no século XIX.
Ela teve cinco filhos, entre eles o cirurgião Nikolai Nissen Paus, o advogado George Wegner Paus e o executivo hidrelétrico Augustin Paus.
Ela está enterrada na Vår Frelsers gravlund.